# Grzegorz Małecki

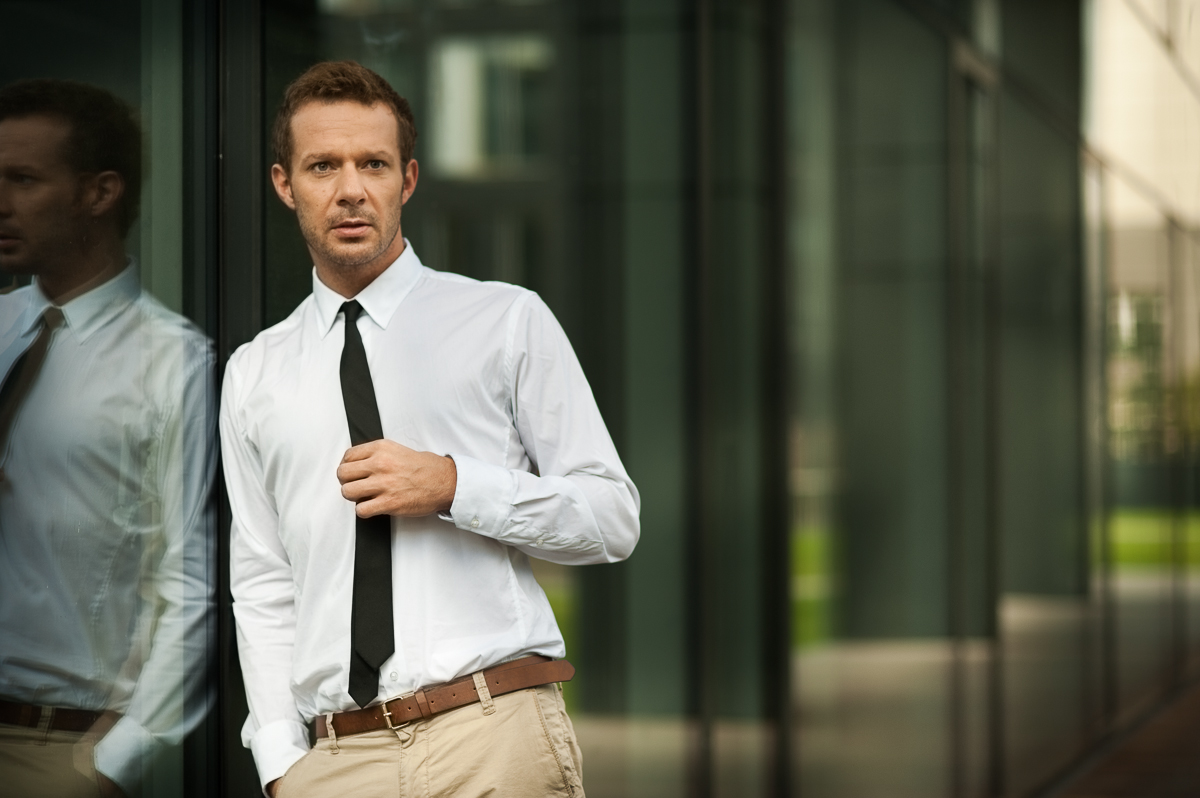
Grzegorz Małecki

Grzegorz Małecki (* 20. Juni 1975 in Warschau) ist ein polnischer Schauspieler und wirkt bei Theater-, Film- und Film-Synchronisationsproduktionen. Er ist der Sohn der polnischen Schauspielerin Anna Seniuk und des Komponisten Maciej Małecki.
Im Jahr 2000 war er Absolvent der Theaterakademie Warschau und feierte sein offizielles Theaterdebüt am 25. Juni 2000. Die Theaterschule hielt er vor seiner Mutter bis dahin geheim.
Grzegorz Małecki ist vor allem bekannt aus der polnischen TV-Serie Egzamin z życia und M jak miłość. Aufmerksamkeit verdienen seine theatralischen Rollen in Dziady, Dwaj panowie z Werony und Błądzenie. Positiv bewertet wurde auch seine schauspielerische Leistung in Śluby panieńskie, wo er Albin spielte, sowie die in Wiele hałasu o nic und Tango, wo er als Eddie erschien. Den größten Erfolg brachte ihm bislang die Serie Prosto w serce, in der er die Rolle des Cezary Wójcik spielte.
Grzegorz Małecki war mit der Schauspielerin Kinga Ilgner verheiratet und hat zwei Kinder.

## Theaterrollen

### Theaterakademie Warschau
- 1998 Wynajmę pokój als Ernest (Regisseur: Igor Gorzkowski)
- 1999 Dziady – zbliżenia als Gustaw-Konrad (Regisseur: Maciej Prus)
- 2000 Dwaj panowie z Werony als Piskorz (Regisseur: Piotr Cieplak)
- 2000 Mewa als Ilja Szamrajew (Regisseur: Agnieszka Glińska)

### Staatstheater Warschau
- 2000 Operetka als Lajkonik (Regisseur: Jerzy Grzegorzewski)
- 2000 Noc listopadowa als Satyr II (Regisseur: J. Grzegorzewski)
- 2000 Wesele als Chor (Regisseur: J. Grzegorzewski)
- 2001 Leonce i Lena als Fürst Leonce (Regisseur: Barbara Sierosławska)
- 2001 Dożywocie als Leon Birbancki (Regisseur: Jan Englert)
- 2001 Sen nocy letniej als Duda (Regisseur: J. Grzegorzewski)
- 2002 Żaby als Dionizos (Regisseur: Zbigniew Zamachowski)
- 2002 Morze i zwierciadło als Trinkulo (Regisseur: J. Grzegorzewski)
- 2003 Hamlet Stanisława Wyspiańskiego als Rosenkrantz / Guildenstern (Regisseur: J. Grzegorzewski)
- 2003 2 maja als Balon (reż. A. Glińska)
- 2004 Błądzenie als Dominique, Walek, Walenty (Regisseur: Jerzy Jarocki)
- 2004 Narty Ojca Świętego als der junge Messerschmidt (Regisseur: P. Cieplak)
- 2005 Happy End als Bill Cracker (Regisseur: Tadeusz Bradecki)
- 2007 Miłość na Krymie als Ilja Zubatyj (Regisseur: J. Jarocki)
- 2007 Śluby panieńskie als Albin (Regisseur: J. Englert)
- 2008 Wiele hałasu o nicals Benedick (Regisseur: M. Prus)
- 2009 Umowa czyli Łajdak ukarany als Lelio (Regisseur: Jacques Lassalle)
- 2009 Tango als Eddie (Regisseur: Jerzy Jarocki)
- 2010 Księżniczka na opak wywrócona als Perote (Regisseur: Jan Englert)

### Theater des Polnischen Fernsehens
- 2001 Bajka, czyli O dwóch braciach als Karol und Johan (Regisseur: Barbara Borys-Damięcka)
- 2001 Operetka als Lajkonik (Regisseur: J. Grzegorzewski)
- 2002 Gra miłości i przypadku als Arlekin (Regisseur: Gustaw Holoubek)
- 2004 Noc jest matką dnia als Georg (Regisseur: Henryk Baranowski)
- 2005 Żywot Józefa als Ceklarz I, Diabeł Matias (Regisseur: Piotr Tomaszuk)
- 2005 Juliusz Cezar als Lepidus (Regisseur: J. Englert)
- 2006 Cud mniemany, czyli Krakowiacy i Górale als Stach (Regisseur: Olga Lipińska)
- 2006 Narty Ojca Świętego als junger Messerschmidt (Regisseur: P. Cieplak)
- 2006 Pastorałka als Pasterz / Pachoł / Kolędnik (Regisseur: Laco Adamik)
- 2007 Czerwone komety als Rüdiger, Freund Leopolds (Regisseur: Andrzej Strzelecki)
- 2007 Kryptonim „Gracz“ als UB-Funktionär (Regisseur: Agnieszka Lipiec-Wróblewska)
- 2007 Wyzwolenie als Karmazyn (Regisseur: M. Prus)

## Filmographie
- 1999–2003 poln. TV-Serie Rodzina zastępcza als Kommando
- 1999 Wszystkie pieniądze świata als Bodzio-Waluś
- 2000: Das Wunder von Purim (Cud purymowy) im Zyklus Święta polskie als Heniek, Sohn von Kochanowski
- 2000 Twarze i maski als mit Katarzina sprechender Mann im Buffettheater
- 2000 Wyrok na Franciszka Kłosa als Edward Kapuściak
- 2000 Noc świętego Mikołaja als Marianek
- 2000 poln. TV-Serie Dom
- 2001 Wtorek als Romek
- 2002 Miss mokrego podkoszulka im Zyklus Święta polskie als Polizist
- 2002 Miodowe lata als Wojtek
- 2004 Na dobre i na złe als Marek Stawski
- 2005–2007 Egzamin z życia als Dr. Bartek Reczek, Bruder von Dominik
- 2006 Tango z aniołem als Hektor Kamieniecki
- 2006 Fałszerze – powrót Sfory als ABW-Officer
- 2006 Na dobre i na złe als Marek Gajewski, Christianes Ehemann
- 2006 Oficerowie als Wärter Trzaska
- 2006 Tango z aniołem als Hektor Kamieniecki
- 2007 Kryminalni als Artur Werner, Sohn Roberts
- 2007–2011 M jak miłość als Szymon Gajewski, Nachbar Martas
- 2007 poln. TV-Serie Regina als Bernard Gad („Berni“)
- 2008 Lejdis als Dr.Wituch
- 2008 Trzeci oficer als Trzaska
- 2008 Ojciec Mateusz als Horacy Jabłoński
- 2008 poln. TV-Serie Londyńczycy als Grzesiek, Oli’s Junge
- 2009 Czas honoru als Vorarbeiter im Ghetto
- 2009 39 i pół als Vater Leon
- 2009 Ostatnia akcja als Experte des Staatlichen Museums
- 2010–2011 poln. TV-Serie Prosto w serce als Cezary Wójcik
- 2011 Och, Karol 2 als Roman Dolny
- 2011 Jak się pozbyć cellulitu als komisarz Sylwester Filc
- 2019: Der Kurier – Sein Leben für die Freiheit (Kurier)
- 2024: Zu alt für Märchen 2 (Za duzy na bajki 2)

### Synchronsprecher
- 2002: TV-Serie Binka – Erzähler
- 2002: Samuraj Jack als Samuraj Jack
- 2003: Scooby Doo – Abenteuer am Vampirfelsen
- 2004: Scooby Doo|Scooby Doo und das Ungeheuer von Loch Ness als Angus
- 2004–2007: Danny Phantom als:
  - Dash
  - Wilk
- 2005: Lassie kehrt zurück als Hynes
- 2005: Harry Potter und der Feuerkelch
- 2006: Zawiadowca Ernie als Ernie
- 2006: Krowy na wypasie als Budd
- 2006: Co gryzie Jimmy’ego?
- 2009: Przygody misia Krzysia
- 2010: Heavy Rain – Ethan Mars

Aufmerksamkeit verdient vor allem Małeckis Arbeit als polnischer Synchronsprecher als Samuraj Jack und Erzähler der TV-Serie Blinka.

## Theater des Polnischen Rundfunks
Der Schauspieler Grzegorz Małecki arbeitet auch für das Theater des Polnischen Rundfunks. Im Jahr 2002 hörte man ihn beim Radiotheaterstück Han z Islandii (Regisseur: Jan Warenycia), und im Jahr 2004 spielte er Jarek in Szczęśliwy dom (Regisseur: Andrzej Piszczatowski). Er nahm auch an den Produktionen Muszę opowiedzieć (Regisseur: A. Piszczatowski, 2006), Przygody kota Miśka (Regisseur: Waldemar Modestowicz, 2008), und Kartoteka (Regisseur: Tomasz Man, 2009) des Theaters des Polnischen Rundfunks teil.

## Auszeichnungen
- 2000 Preis für die Rolle Gustaw-Konrad in Dziady – Zbliżenia laut Adam Mickiewicz und für die Rolle des Dieners Piskorz im Stück Zwei Herren aus Verona auf dem XVIII. Schultheaterfestival in Łódź.
- 2000 – Publikumspreis auf dem Festival von Jw.
- 2004 – Nominierung für den Felix-Warschau-Preis als bester männlicher Schauspieler – Walka im Stück Błądzenie von Witold Gombrowicz, Staatstheater Warschau
- 2009 – Nominierung für den Felix-Warschau-Preis als bester männlicher Hauptdarsteller in einer Hauptrolle – Benedikt im Stück „Wiele hałasu o nic“ von William Shakespeare, Staatstheater Warschau
- 2010 – Nominierung für den Felix-Warschau-Preis als bester männlicher Hauptdarsteller in einer Hauptrolle – Perot im Stück „Księżniczka na opak wywrócona“ von Pedro Calderón de la Barca, Staatstheater Warschau
- 2010 – Felix-Warschau-Preis als bester männlicher Darsteller – Edek im Stück „Tango“ von Sławomir Mrożek, Staatstheater Warschau
- 2012 – Nominierung für den Felix-Warschau-Preis als bester männlicher Hauptdarsteller in einer Hauptrolle – Terry im Stück "W mrocznym, mrocznym domu" von Neil LaBute, Staatstheater Warschau